# Aleksandr Dmitrievič Zasjadko
Aleksandr Dmitrievič Zasjadko (in russo Александр Дмитриевич Засядко?) (Governatorato di Poltava, 1779 – Charkiv, 27 maggio 1837) è stato un militare e inventore russo.

## Biografia
Nacque in un villaggio del Distretto di Lutenko (ora distretto di Gadyachsky, nell'Oblast' di Poltava, in Ucraina). Nel 1797 si diplomò  presso la Scuola di Artiglieria e Ingegneria di San Pietroburgo. Partecipò nel 1799, alla campagna di Italia dell'esercito russo sotto il comando di Aleksandr Suvorov, alla guerra russo-turca tra il 1806 e il 1812, quindi alla guerra patriottica del 1812.
Nel 1815 iniziò a realizzare, per scopi militari, razzi con polvere da sparo, piattaforme di sparo multiplo per tali razzi che ne permettevano il lancio fino a sei per volta nonché i relativi sistemi di puntamento elaborando anche una tattica militare per l’uso in battaglia di tali dispositivi. Nel 1820 fu nominato capo dell'arsenale di San Pietroburgo e di una fabbrica di polvere da sparo sulla Neva. Nel 1827 fu aggregato al Quartier Generale dell'Artiglieria dell'esercito russo e prese parte alla guerra russo-turca del 1828-1829. Nel 1834 abbandonò l’esercito a causa del suo stato di salute.
A Aleksandr Dmitrievič Zasjadko la UAI ha intitolato il cratere Zasyadko sulla Luna.